# Vilela (Carballo)
Vilela (llamada oficialmente San Miguel de Vilela) es una parroquia y una aldea española del municipio de Carballo, en la provincia de La Coruña, Galicia.

## Entidades de población
Entidades de población que forman parte de la parroquia:
- Castelo (O Castelo)
- Cadaval[7]
- Salto (O Salto)
- San Miguel
- Vilela

## Despoblados
- As Travesas

## Demografía

### Parroquia
| Gráfica de evolución demográfica de Vilela (parroquia) entre 1999 y 2019 |
|                                                                          |
| Datos según el nomenclátor publicado por el INE y por el IGE.            |

### Aldea
| Gráfica de evolución demográfica de Vilela (Aldea) entre 1999 y 2019 |
|                                                                      |
| Datos según el nomenclátor publicado por el INE y por el IGE.        |